# 케냐의 국기

케냐의 국기 (비율 2:3)

케냐의 국기는 1963년 12월 12일 독립과 동시에 지정되었다. 국기의 디자인은 케냐의 독립 운동을 주도한 케냐의 정치 단체인 케냐 아프리카 민족동맹(Kenya African National Union)의 기를 바탕으로 한 디자인이다.
검은색, 빨간색, 초록색 가로 줄무늬 사이에 얇은 하얀색 가로 줄무늬 2개가 그려져 있으며 국기 가운데에는 마사이족의 방패와 창이 그려져 있다. 검정, 빨강, 녹색은 각각 흑인, 피, 자연을 상징하는 범아프리카색이다. 흰색은 평화를 뜻하며, 마사이족의 방패와 창은 자유의 수호를 나타낸다.

## 규격과 색상

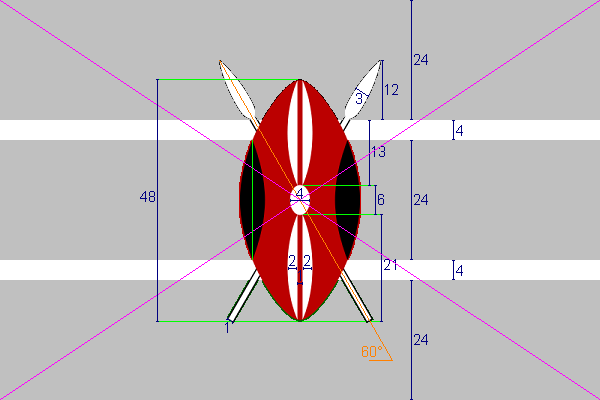
케냐의 국기

케냐의 국기 규격과 색상은 다음과 같다.
| 색상 | 검정            | 빨강              | 초록              | 하양                  |
| ---- | --------------- | ----------------- | ----------------- | --------------------- |
| RGB  | 0–0–0 (#000000) | 187–0–0 (#BB0000) | 0–102–0 (#006600) | 255–255–255 (#FFFFFF) |

## 여러 가지 기

군기
육군기
해군기
대통령 전용 해군기
공군기
독립 초기의 대통령기
조모 케냐타 대통령 시대에 사용된 케냐의 대통령기
대니얼 아랍 모이 대통령 시대에 사용된 케냐의 대통령기
음와이 키바키 대통령 시대에 사용된 케냐의 대통령기
우후루 케냐타 대통령 시대에 사용된 케냐의 대통령기
윌리엄 루토 대통령 시대에 사용된 현행 케냐의 대통령기

## 과거의 기

위투 보호령의 기 (1893년 7월 31일 ~ 1920년)
영국령 동아프리카 시대의 기 (1895년 ~ 1921년)
영국령 케냐의 기 (1921년 ~ 1963년)